# Bucarasica
Bucarasica is een gemeente in het Colombiaanse departement Norte de Santander. De gemeente telt 4507 inwoners (2005).
Abrego · Arboledas · Bochalema · Bucarasica · Cáchira · Cácota · Chinácota · Chitagá · Convención · Cúcuta · Cucutilla · Durania · El Carmen · El Tarra · El Zulia · Gramalote · Hacarí · Herrán · La Esperanza · La Playa · Labateca · Los Patios · Lourdes · Mutiscua · Ocaña · Pamplona · Pamplonita · Puerto Santander · Ragonvalia · Salazar de las Palmas · San Calixto · San Cayetano · Santiago · Sardinata · Silos · Teorama · Tibú · Toledo · Villa Caro · Villa del Rosario